# Juar
Juar is een bestuurslaag in het regentschap Aceh Tamiang van de provincie Atjeh, Indonesië. Juar telt 196 inwoners (volkstelling 2010).